# Robert Darmstaedter
Robert Darmstaedter (bis 1951 Robert Silvant; * 4. November 1904 in München; † 1988) war ein deutscher Kunsthistoriker und Lexikograf.

## Leben
Robert Darmstaedter war der Sohn des Historikers Paul Darmstaedter (1873–1934) und dessen Ehefrau Sophie Backer, die in zweiter Ehe mit dem Fabrikanten Charles Silvant verheiratet war. Er legte das Abitur an der Odenwaldschule ab und studierte daraufhin in Heidelberg, Berlin und Freiburg. Zwar hatte sich bereits sein Großvater, der Chemiker und Wissenschaftshistoriker Ludwig Darmstädter (1846–1927), evangelisch taufen lassen, doch Robert Silvant, wie er bis zur amtlichen Änderung seines Namens im Jahr 1951 hieß, musste das Studium 1934 als „Jude“ abbrechen. Er floh nach Lausanne, übersiedelte 1936 nach Marokko und kehrte 1940 in nach Lausanne zurück; ab 1941 lebte er in Bern. Nach einigen Jahren Berufstätigkeit nahm er das Studium der Kunstgeschichte, der allgemeinen Geschichte und der Deutschen Literatur an der Universität Bern wieder auf. Hier wurde er am 15. Mai 1946 bei Hans R. Hahnloser promoviert. Er lebte ab 1951 als Privatgelehrter erneut in Lausanne und remigierte 1964 nach Deutschland.
Er publizierte 1961 ein einbändiges Künstlerlexikon auf Grundlage des Thieme-Becker und seiner Fortsetzung, des Vollmer, teilweise ergänzt durch Informationen aus neueren Publikationen. Dieses fand besonders in seiner Neuausgabe als Reclams Künstlerlexikon als handliches Nachschlagewerk weite Verbreitung, hat jedoch keinen eigenständigen wissenschaftlichen Wert.

## Veröffentlichungen
- Die Auferweckung des Lazarus in der altchristlichen und byzantinischen Kunst. Arnaud Druck, Bern 1955, OCLC 163732184 (Dissertation, mit Lebenslauf).
- Künstlerlexikon. Maler, Bildhauer, Architekten. Francke, Bern/München 1961.
- Reclams Künstlerlexikon. Erweiterte, berichtigte und ergänzte Neuausgabe. Reclam, Stuttgart 1979, ISBN 3-15-010281-2; ISBN 3-15-010280-4.[5][6]
  - Lizenzausgabe: Pawlak, Herrsching 1986, ISBN 3-88199-300-2.
- Robert Darmstaedter, Ulrike von Hase-Schmundt: Reclams Künstlerlexikon. 2., neu bearbeitete Auflage. Reclam, Stuttgart 1995, ISBN 3-15-010412-2.[7]
- Robert Darmstaedter, Ulrike von Hase-Schmundt: Reclams Künstlerlexikon. 3. neu bearbeitete Auflage. Reclam, Stuttgart 2002, ISBN 3-15-010508-0.[8]
  - Nachdruck: Künstlerlexikon. 5200 Künstlerporträts aller Epochen und Stile. Nicol, Hamburg 2013, ISBN 978-3-86820-108-6.